# Вильчек, Всеволод Михайлович
Все́волод (Евсе́й) Миха́йлович Вильче́к (5 апреля 1937, Полтава — 20 февраля 2006, Москва) — советский и российский журналист, кандидат искусствоведения (1972), социолог, создатель и руководитель социологических служб ОРТ, НТВ, ТВ-6, ТВС, «Имеди», консультант Фонда Сороса, руководитель проекта по созданию грузинского телеканала «Имеди», поэт, писатель.

## Ранняя биография

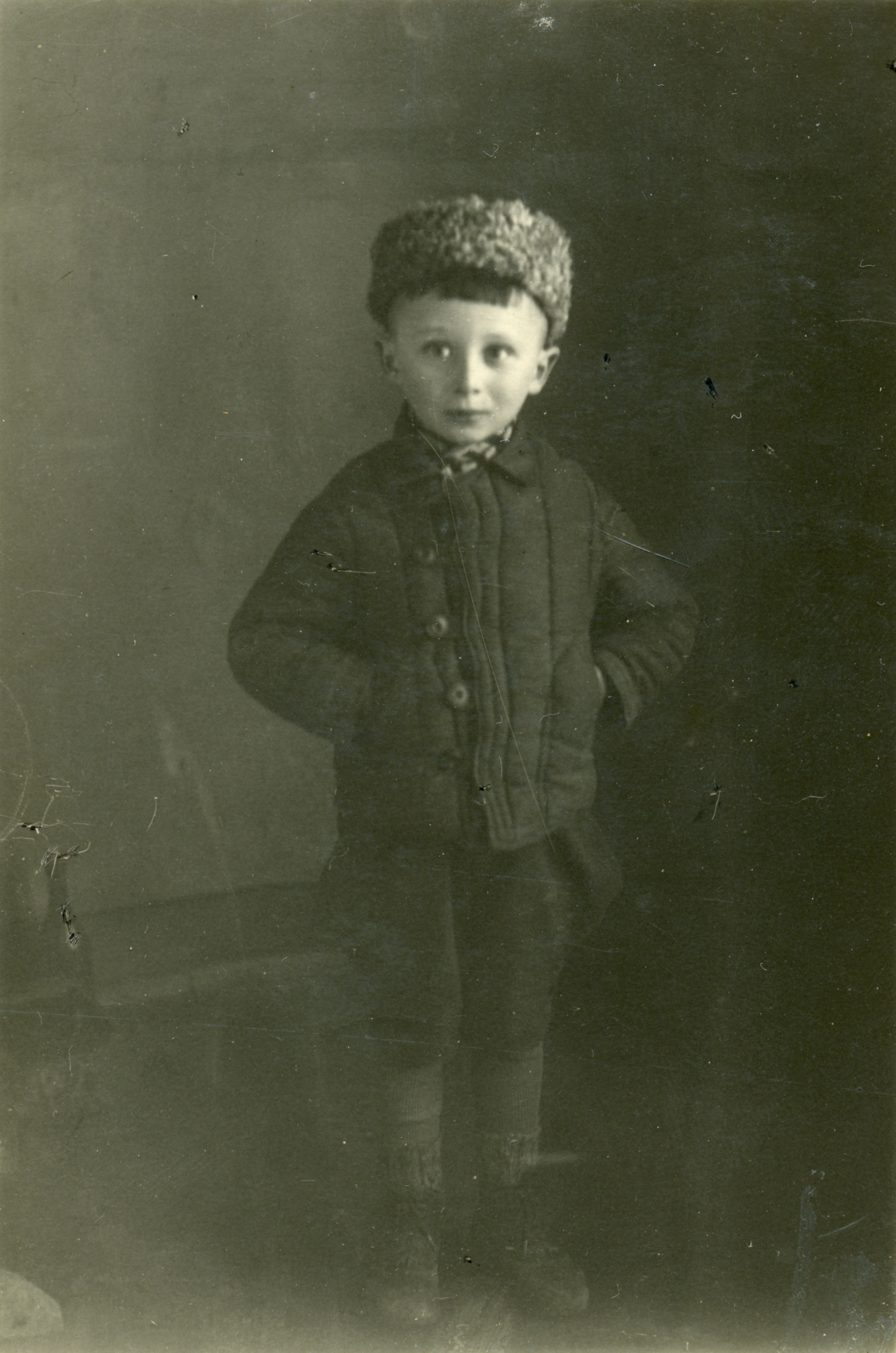
Всеволод Вильчек в детстве

Родился 5 апреля 1937 г. в Полтаве, Украинской ССР, жил в Харькове. Отец — родом из Полтавы, до войны работал в мясо-молочной промышленности. Мать — родом из Харькова, была экономистом. После демобилизации, вся семья была отправлена в эвакуацию в Ташкент. Там Вильчек активно занимался боксом. Учился на филфаке Среднеазиатского университета в 1954—1959 гг. Со своей будущей женой Лилией, Всеволод учился в одном университете, на курс старше её. Как вспоминал сам Вильчек, познакомились они на сборе хлопка, а завлёк он её чтением стихов. 5 апреля 1959 года они поженились.
Уже в студенческие годы Вильчек активно печатался в местной прессе как журналист, а чаще — как поэт. Телевидение уже во время учёбы в университете стало его большой любовью и впоследствии судьбой.

## Первые годы в СМИ
В 1959 году Вильчек начал работать на ташкентском телевидении. Это было его первое знакомство с советским телевидением, у которого, конечно, были особые порядки и нравы. Их Вильчек познавал на собственном опыте. Например, однажды, преодолев запрет начальства, он устроил интервью с Константином Симоновым (об этом случае подробно рассказал в своих воспоминаниях сын Константина, президент фонда защиты гласности Алексей Симонов). На ташкентском телевидении Вильчеку удалось проработать недолго.

Уже в 1960-м ему пришлось оттуда «делать ноги», потому что грехи за ним водились разные: то он сочинял длинную и цветистую поэму за незнакомого героя социалистического хлопкоробства, так что обманул даже высокий вкус моего папаши и едва не попал под разборку, потому что, впечатлённый поэмой, отец рвался поехать к автору вместе с «блестяще осведомленным» переводчиком, то писал телепьесу, из-за которой за него брались органы.— Алексей Симонов
Как раз в это время Всеволода Вильчека пригласили работать на норильское телевидение. По совету Константина Симонова он принял приглашение и уехал из Ташкента. Они тогда хорошо общались, Вильчек часто просил совета у Симонова. А перед отъездом, Константин Михайлович подарил ему книгу своих стихов с такой надписью: «На память и на дорогу в Норильск».

«Вам здесь не жить, езжайте, делайте себе там биографию»— Алексей Симонов
С 1960 по 1962 год Вильчек работал на норильском телевидении.
О своей работе в Норильске журналист писал так, в стихах:
«Опять с цепи сорвался холод:
Полсотни с ветром до восьми.
По акту бьет баклуши город,
А мы вещаем, черт возьми!»
Приближающееся рождение сына вынудило Вильчеков вернуться поближе к родственникам в Ташкент.
Вернувшись в Ташкент, Вильчек продолжил заниматься телевидением, но уже в качестве научного сотрудника Института искусствознания (1963—1965 гг.). Тогда он напечатал свою первую теоретическую статью о телевидении «Муза № 12» в журнале «Вопросы литературы» — своеобразный диалог с книгой В. Сапака.
В 1965 году, оставаясь в Ташкенте, стал собственным корреспондентом газеты «Советская культура» по Средней Азии, где выступал как телекритик. «Советская культура» — это была газета, в которой впервые в истории советской прессы появился отдел телевидения. Инициатива создания отдела исходила от тогдашнего заведующего сектором радио и телевидения отдела пропаганды ЦК КПСС А. Н. Яковлева, будущего «архитектора перестройки». По воспоминаниям коллеги Владимира Деревицкого, Вильчек уже тогда проявлял интерес к профессии социолога. И, однажды, чтобы сделать одну статью в газету, он пригласил Деревицкого к себе, в Ташкент, на одну из строек в Киргизии под Ферганой, где они ходили вдвоем и опрашивали местных телезрителей. Он же вспоминает, что тексты Вильчека отличала изящная игра словами, которая свойственна даже многим его сложным научным текстам.

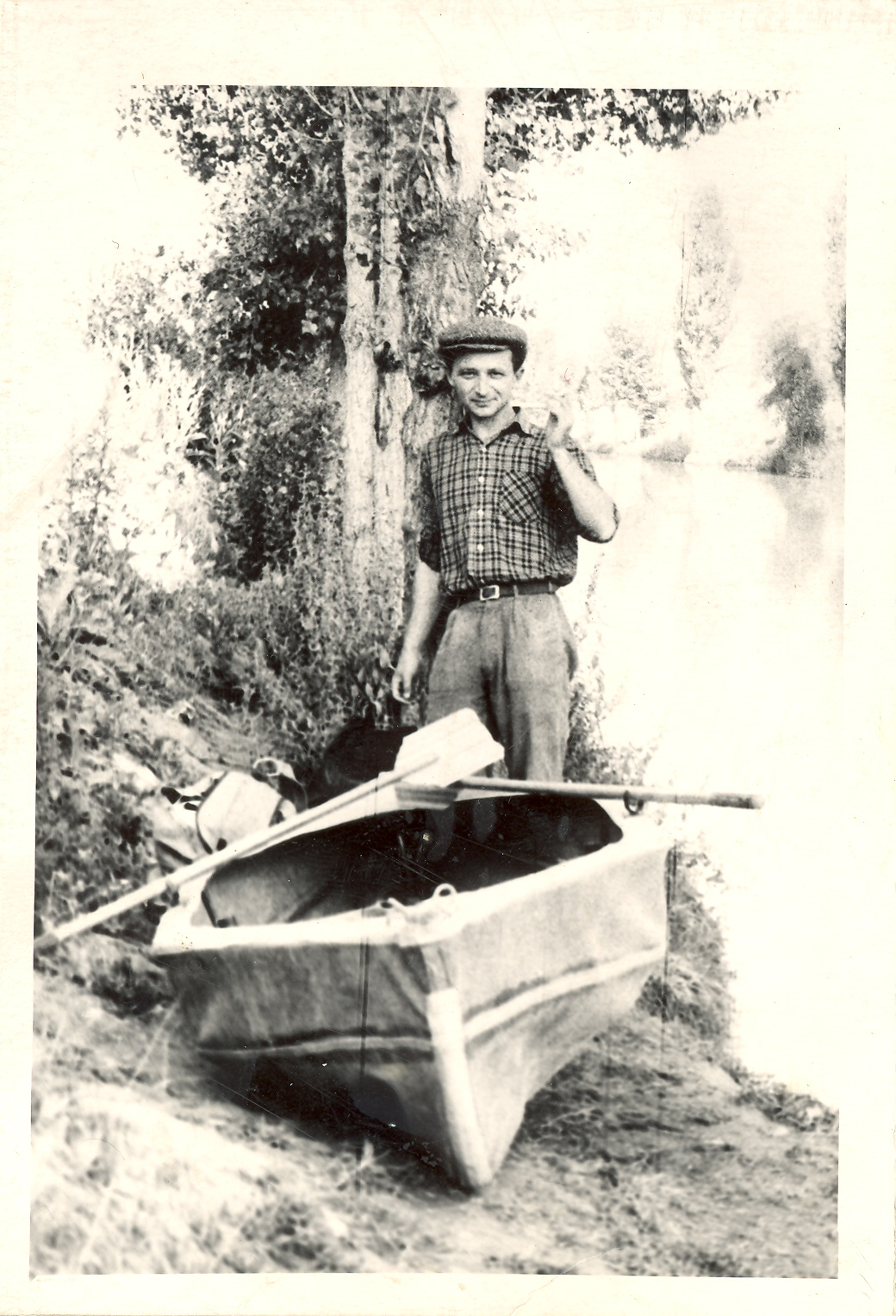
Всеволод Вильчек на отдыхе

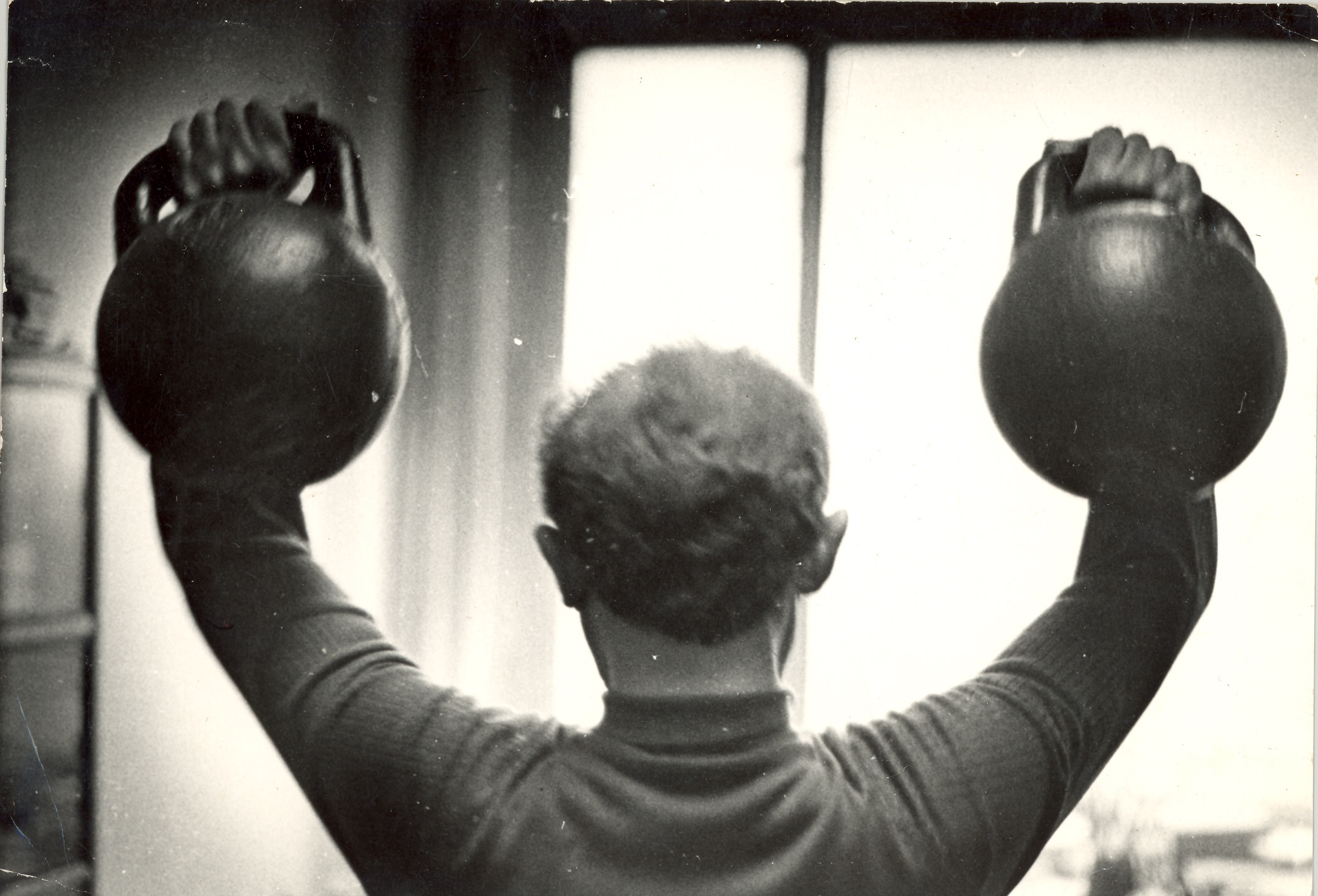
В. М. Вильчек с гирями в редакции

В 1967 году Вильчека пригласили в Москву в новый на тот момент журнал «Журналист» к Егору Яковлеву в качестве телевизионного обозревателя. Этому немало поспособствовали уже работавшие в этом журнале Александр Егоров и Владимир Деревицкий, которые были уверены, что «для успеха нового журнала абсолютно необходимо вызвать из Ташкента и зачислить в „Журналист“ Всеволода Вильчека». Как вспоминает журналист Никита Вайнонен, в «Журналисте» тогда сложилась некая команда в команде — А. Егоров, В. Деревицкий, В. Вильчек, их авторы Муратов и Ферэ, Инна Руден, Гера Кузнецов. И именно они тогда утверждали в правах новое для своего времени направление в отечественной прессе — молодую критику и теорию телевидения.
После увольнения Егора Яковлева, главного редактора «Журналиста», Вильчек ушел из журнала с основной командой. После чего в течение трех лет (1968—1971) работал научным редактором отдела телевидения издательства «Искусство», подготовив популярную тогда серию сборников «Телевидение вчера, сегодня, завтра» и другие книги по радио- и тележурналистике.
В 1971 году Вильчек вернулся в «Журналист», где в течение пяти лет был телекритиком, спецкором, редактором отдела.

«Небольшого роста, сухопарый и лобастый, он и манерой держаться, и одеждой, и речью походил на неброского, негромкого, но твердо знающего себе цену бедного студента, который в буфете довольствуется чаем с пирожком, курит непрерывно дешевые сигареты и счастлив в товарищах, молча признающих за ним ненавязчивое, но непререкаемое первенство. При нём, в его присутствии и даже в отсутствии сама собой складывалась такая атмосфера, в которой невозможно было не то что филонить, но и делать своё дело не в полную силу. Он не повышал голос, не раздражался, а… огорчался.» — Никита Вайнонен
В 1972 г. защитил во ВГИКе кандидатскую диссертацию на тему «Телевизионная программа. Социальные функции и эстетические особенности». Это была работа о телевидении, как ступени в развитии художественной культуры. Основана она полностью была на постулатах Маркса. Упоминая о ней в 2005 году в интервью на радио «Свобода», Вильчек признается, что через некоторое время после «блестящей» защиты «с ужасом обнаружил, что защитил абсолютную ахинею». Описывая надписанное в ней, как нечто, что очень сильно отличается от телевизионной реальности. Именно повторный взгляд на эту работу дал начало книги Вильчека «Алгоритмы истории», которая во втором своем издании называлась не иначе как «Прощание с Марксом».
В 1989 году Вильчек в последний раз ненадолго вернулся в «Журналист» на должность ответственного секретаря редакции. Было уже совсем другое время, но убеждения ему не изменили. Писал тогда много статей о законах исторического развития, многие из написанного им в те годы, актуально и сегодня.

## Книги
В 1967 году в Ташкенте была издана первая теоретическая книга Всеволода Вильчека «Контуры (наблюдения о природе телеискусства)».

Это было время, когда о советском ТВ в принципе стали говорить как о феномене. Но большинство исследователей порочили ему скорее статус нового вида искусства, ставя в пример кинематограф. Тогда как Всеволод Вильчек в своей книге утверждал, что ТВ — это прежде всего социальный феномен и фактор социально-общественного развития цивилизации. Он писал о социализированной толпе, которая сама заказывает «картинку» и музыку на ТВ, несмотря на сильную в то время идеологическую надстройку. Как писал Вильчек, «ТВ — это форма выражения коллективного как сознательного, так и бессознательного». В книге он предсказал, что в конце концов природа телекоммуникации «своё возьмет» и станет зависима только от желаний и потребностей зрителя. Так и случилось, едва только рухнула идеологическая надстройка. «Контуры» стали отправным пунктом в изучении Вильчеком социологии. Но в 1970-е заниматься ей было очень непросто. В интервью на радио «Свобода» в 2005 году он объясняет, почему:
тогда к власти на телевидении пришел Лапин и «первое, что он сделал — он запретил социологию», сказав, что «интересы народа в концентрированном виде сформулированы в решениях партии и правительства». 
Когда идеологическая пресса надоела, да и накопленный материал требовал иного формата, нежели статья, Всеволод Вильчек ушел в НИИ киноискусства в отдел социологии кино и СМИ, где проработал с 1975 до 1990 года. В это время была завершена и после долгих мытарств увидела свет книга «Под знаком ТВ» (1987) — оригинальная, не устаревшая и ныне работа об эволюции культуры и общества, о связях коммуникационных технологий и искусств, о том, как на почве телевидения рождается культурная парадигма будущего. Поскольку книга пугала своими обобщениями, издательство «Искусство» выпустило её «в свет» только после одобрения трех известных ученых — академика Г. Митина, профессоров Н. Замошкина и М. Афасижева.
Книга о телевидении привела к «Алгоритмам истории (философско-социологическим этюдам)», результату исканий в параллельной сфере интересов — теоретической социологии, философской антропологии, философии истории. Поначалу она писалась «в стол» и называлась «Призрак при свете дня». Напечатать её удалось в 1989 году в издательстве «Прометей».
В 1993 году её переиздал «Прогресс» под названием «Прощание с Марксом». Это издание разошлось тиражом в 10 тысяч экземпляров, что объективно неплохо. Но, увы, широкого резонанса и дискуссии тогда не вызвало.
Третье издание Вильчек изрядно переработал и успел издать в 2005 году (издательство «Аспект-Пресс»). В книге представлена концепция исторического процесса, взгляд на историю человеческого общества. Это некое переосмысление исторической концепции Маркса на основе достижений науки XX века. Главным различием является мысль самого Вильчека о том, что в основе общества лежит не труд, как у Маркса, а информация.
Вильчек считал «Алгоритмы истории» главным трудом своей жизни — работал и корректировал их более 20 лет.

 «Алгоритмы истории» могли и должны были бы стать настольной книгой для каждого журналиста, если бы… Если бы не были мы так ленивы и нелюбопытны.— Никита Вайнонен

«Говорили мне, что где-то в университетах как учебное пособие она читается, а при издании — почти что незамеченной прошла»— Игорь Губерман

«Это искрометный остроумный глубокий очерк (он сам определил его как эссе, но это относится скорее к стилю, а не к жанру) истории человечества — точнее, философии истории. В нём ставит он коренные вопросы устройства человеческих сообществ и их психологий».— Яков Кумок

## Работа на ТВ в Москве
К работе на ТВ Вильчек вернулся в 1992 году, сначала в РГТРК «Останкино» (позднее — на ОРТ, нынешнем «Первом канале»), где создал профессиональную социологическую службу. Произошёл распад СССР, рухнула идеологическая надстройка, телевидение стало работать «так, как должно», как писал Вильчек в книге «Контуры» ещё в 1965 году. И на этой почве, почве нового строя, социологическая служба на телевидении была необходима.
Как утверждает Вильчек в интервью 2005 года, социология в России всерьез началась именно тогда, при Егоре Яковлеве в Останкинском социологическом центре. Тогда ни у кого не было опыта, поэтому все это выглядело довольно смешно.

«Когда я впервые на стол совета директоров положил цифры, рейтинг передач за прошедшую неделю, все очень удивились: что это за ерунда? — сказали и стали слушать очередного обозревающего художественных программ, политических» — Беседа с Вс. Вильчеком на радио «Свобода»
По воспоминаниям Андрея Васильева, шеф-редактора ИД «Коммерсантъ», в 1996-м на экстренном совещании у Бадри, показав несколько цифр и графиков, предсказал проигрыш коммунистов на выборах из-за отсутствия поддержки ТВ.
Правда, как сам Вильчек тогда написал в своей статье, социология находилась в то время в ужасном положении:

«Я социолог, представитель гибнущей на глазах профессии. Она появилась и даже смогла накопить немалый интеллектуальный потенциал в те годы, когда ей, казалось бы, не было места в обществе. Социология гибнет сейчас, когда страна советов стала страной опросов. Гибнет, превратившись в доходный промысел отчасти невежественных, отчасти циничных, готовых на все людей»— «Киллеры с анкетой», «Московские новости» (Москва), 1993. № 48.
Вильчек был директором социологической службы, советником первого заместителя генерального директора ОРТ по программированию и развитию. Входил в состав Федеральной конкурсной комиссии по распределению теле- и радиочастот при Министерстве печати в качестве независимого эксперта. Практически выстроил несколько каналов со всей их программной концепцией, он подкидывал авторам передач новые идеи, помогал с уже готовыми программами. Сам Всеволод Вильчек в интервью признается, что был первым, кто на российском телевидении начал измерять рейтинги.

«Он был в те годы очень востребованным специалистом на телевидении, которое с разной степенью последовательности стремилось адаптироваться к рынку. В те же годы он нередко выступал в печати как социолог и как политолог»— Юрий Богомолов
Вильчек считал, что советский, российский телезритель совершенно другой. Он живёт, работает, смотрит и думает по-другому, нежели за рубежом. Соответственно, зарубежные методики подсчета, анализа, составления рейтингов для этого зрителя не подходят. Он искал и изобретал методики, которые бы помогли ему добиться тех результатов, в которые бы он мог поверить. Так появились телефонные опросы, отражавшие некомпетентность работающих тогда аналитиков. Так появилась знаменитая таблица с прогнозами долей, раскрашенная в красные, зеленые цвета, которая в итоге, использовалась, на большинстве телеканалов в то время. Таким образом, он стал для современников некоторым «телевизионным магом», который мог заранее просчитывать успешность готовящихся проектов, достоверно прогнозировать рейтинги и давать вносить коррективы для того, чтобы рейтинги выросли.

У себя дома на интервью для А.Симонова

С 1999 по 2001 год Вильчек руководил группой анализа и прогноза (Службой социологического анализа) ОАО «Телекомпания НТВ». Коллеги рассказывают, что он тогда по сути консультировал весь канал, все проекты проходили через него. Вильчек являлся соавтором программы «Старый телевизор» на НТВ. Это программа в жанре интервью, выходившая в прямом эфире с 15 сентября 1997 по 7 сентября 2001 года. Гостями программы были как знаменитые музыканты и певцы, такие, как Андрей Макаревич и Алла Пугачёва, так и политики: Владимир Жириновский, Григорий Явлинский.

 «Всеволод Михайлович по существу оказался советником всего канала. Его уважали и Добродеев, и Евгений Киселёв, и Лёня Парфёнов, и Александр Левин… Все проекты — а в то время появилось множество новых передач — проходили через Всеволода Михайловича. Он давал добротный анализ с учетом и просчетом нашей аудитории. Его мнение было важно не только для руководства, но и для авторов и для ведущих. Гигантским авторитетом пользовался!»— Олег Точилин
В начале 2000-х годов на НТВ многое стало меняться, и в апреле 2001-го, в свете развития «дела НТВ» Вильчек оттуда ушел, потому что оказался не согласен с политикой, которую навязывали каналу. С мая 2001 по январь 2002 года — руководитель Службы социологического анализа ЗАО «Московская независимая вещательная корпорация» (ТВ-6), с июня 2002 по июнь 2003 года — руководитель социологической службы ЗАО «Шестой телеканал» (ТВС).

## Имеди

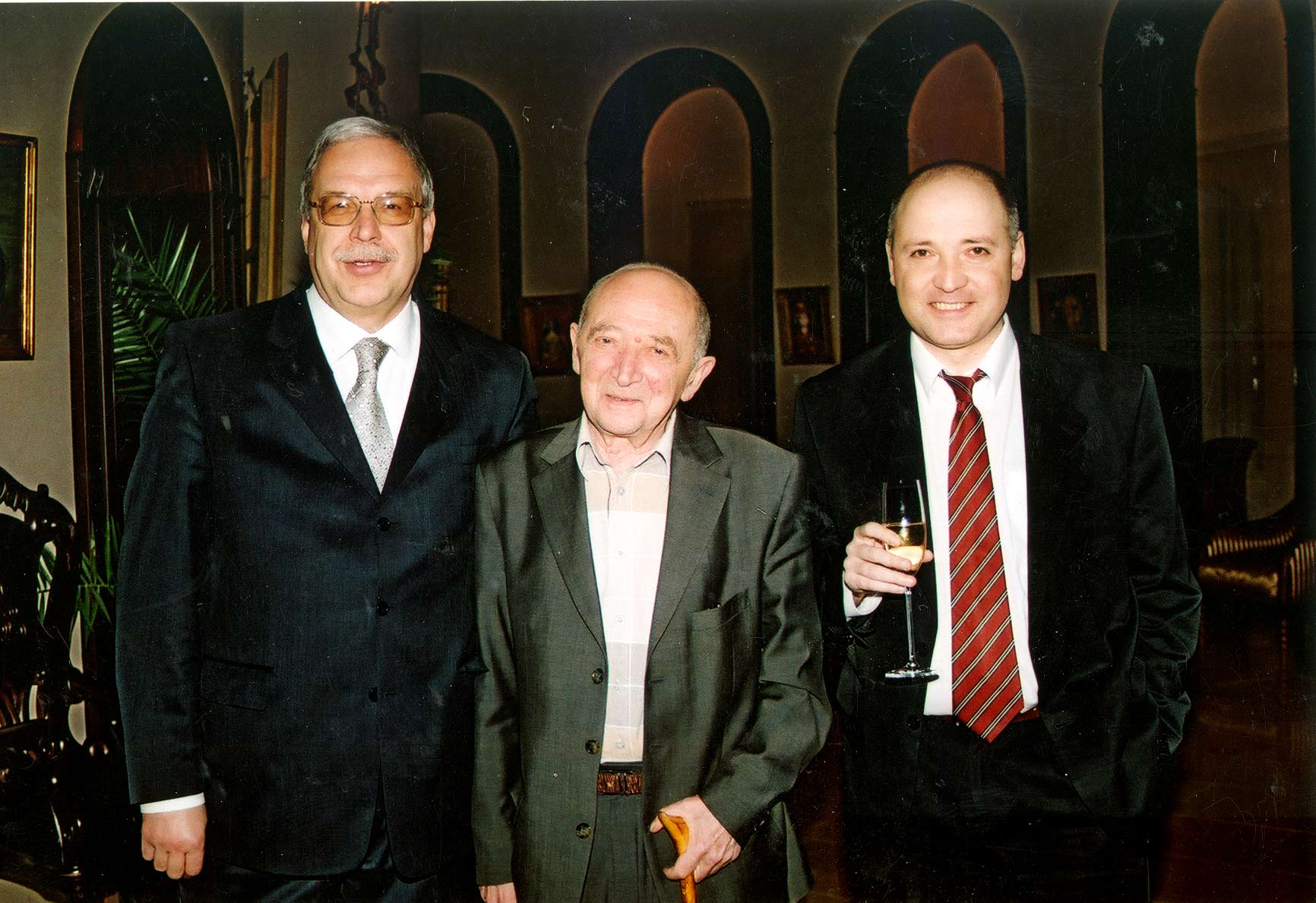
В. М. Вильчек с коллегами по «Имеди»

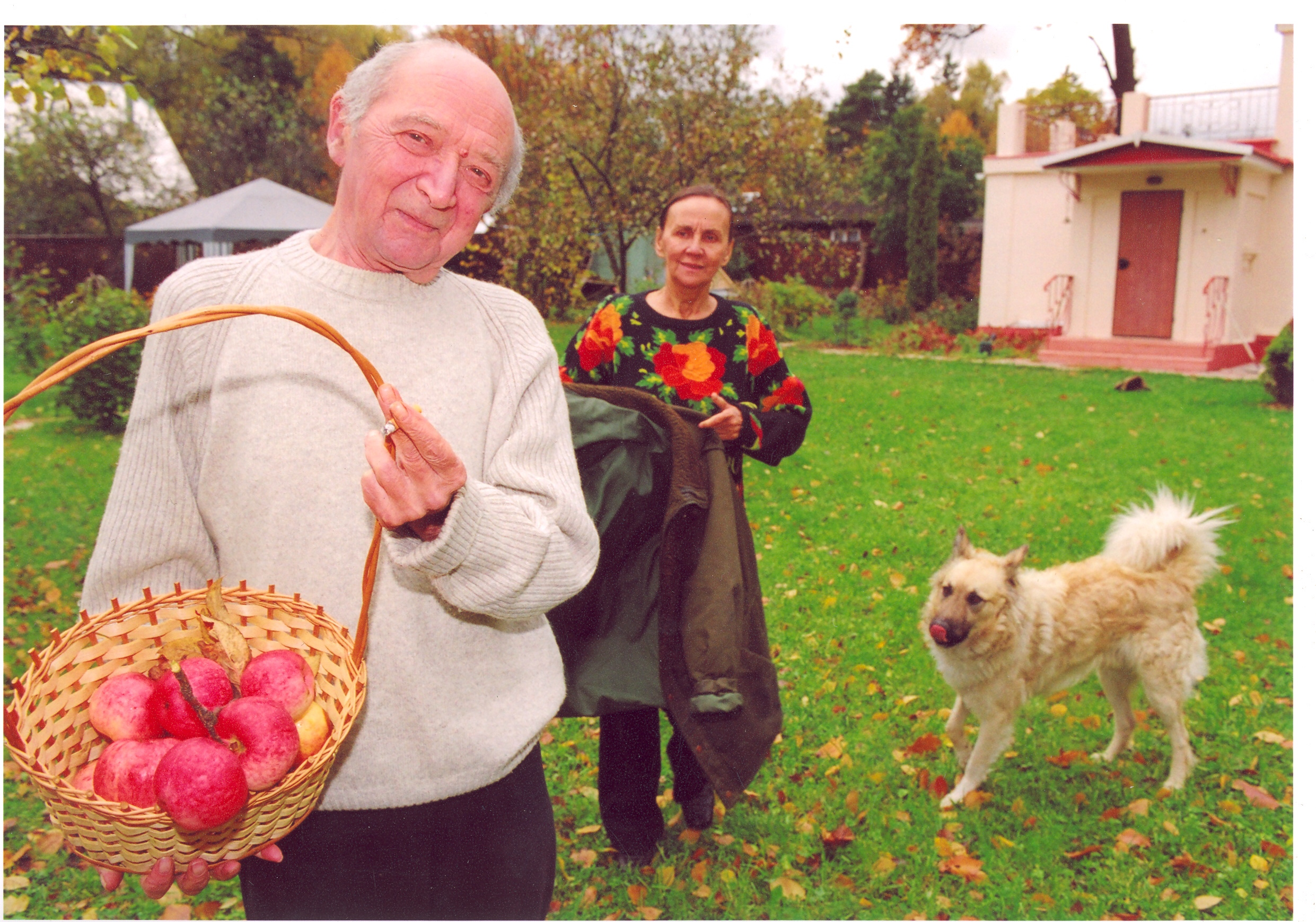
В. М. Вильчек с женой у себя в загородном доме

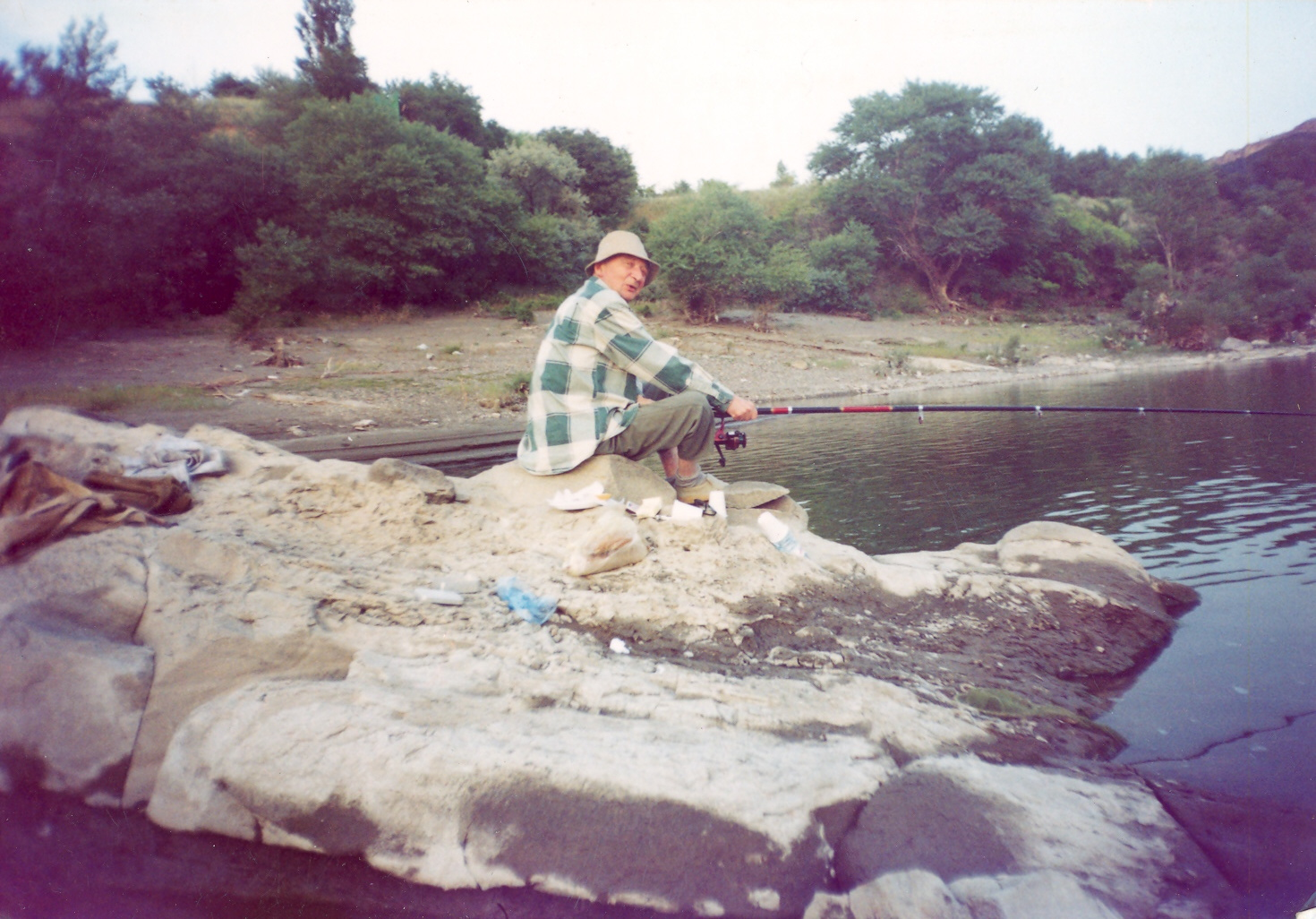
В. М. Вильчек на рыбалке

Говоря о Всеволоде Вильчеке, руководитель социологической службы Gallup Media, Владимир Гродский, упоминал, что, на его взгляд, измерения были лишь маленькой частью телевидения, которой он занимался, а он всегда стремился к чему-то большему:

«..он был убежден, что его знания и опыт, которые он щедро раздавал, будут востребованы во многих сферах, начиная от программирования и заканчивая созданием проектов.» — Владимир Гродский
После отключения вещания ТВС в июне 2003 года Вильчек становится руководителем проекта, советником генерального директора телеканала «Имеди» («Надежда») в Грузии. Андрей Васильев вспоминает, что для топ-менеджеров «Имеди» Всеволод Вильчек был «главным идейным вдохновителем». Вильчек не знал грузинского языка и не принимал многих реалий политической жизни этой страны. Но, как написал в своих воспоминаниях писатель и историк Яков Кумок, Вильчека это только раззадорило, «он строил канал не для политиков, а для простых людей».

«То, как он об этом рассказывал, давало представление, что он действительно счастлив, мне казалось, что он делал то, о чём мечтал всю жизнь — он создавал новый канал, создавал с нуля» — Владимир Гродский
Генеральный директор телеканала «Имеди» Бидзина Бараташвили вспоминает, как Вильчек «целыми днями просиживал с реализаторами его проектов „Дублер“ и „Школа Нуцы“, ставших культовыми в Грузии и давших нам несколько десятков молодых журналистов и певцов, детально прорабатывал передачи и по-детски радовался успеху». Кроме самого телеканала, им с нуля была создана исследовательская компания в Грузии, был запущен свой телефонный опрос. В тот же период, Всеволоду Михайловичу предлагали вернуться на НТВ в качестве советника, а также предлагали «непонятную» должность на «Первом канале», но он предпочел работать на грузинском телевидении.
Сам Вильчек в одном из интервью так говорил о телеканале «Имеди»:

«Канал, быть может, немного провинциальный и самодеятельный, но человечный, искренний, интеллигентный и, поверьте, намного более интересный, чем любой из сегодняшних российских каналов. Занимает в Грузии первое место по рейтингам.»— «Независимая газета», 15.10.2004
В этом же интервью, данным за год до смерти, Вильчек, объясняя, почему уехал делать телеканал в Грузии, высказывает свое отношение к российскому телевидению, которое сложилось у него на этот момент, после 46 лет работы в этой сфере. Он разочаровывается в сегодняшнем телевидении, говоря, что «раньше задачей телевидения было от имени общества контролировать власть, а сегодня с помощью телевидения власть контролирует общество». В последний год жизни Вильчек уехал обратно в Москву.
Всеволод Вильчек умер 20 февраля 2006 года в Москве после продолжительной тяжёлой болезни.